# Qatif
Qatif hay Al-Qatif (tiếng Ả Rập: القطيف Al-Qaṭīf) là một tỉnh và khu vực đô thị thuộc vùng Đông, Ả Rập Xê Út. Qatif trải rộng từ Ras Tanura và Jubail tại phía bắc đến Dammam tại phía nam, và từ vịnh Ba Tư tại phía đông đến Sân bay quốc tế King Fahd tại phía tây. Khu vực này có chính quyền đô thị riêng, gồm đô thị Qatif cùng nhiều thành thị nhỏ khác.
Qatif là một trong các khu định cư cổ nhất tại Đông Ả Rập, có lịch sử từ 3.500 TCN. Trước khi phát hiện được dầu mỏ, người Qatif là những thương gia, nông dân và ngư dân. Tuy nhiên, trong những năm gần đây, sau khi phát hiện được dầu mỏ và thành lập thành phố công nghiệp Jubail, hầu hết người Qatif có xu hướng làm việc trong ngành dầu hoả, dịch vụ công, giáo dục và y tế.

## Lịch sử

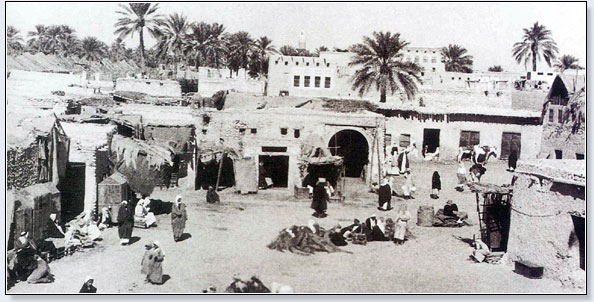
Khu chợ truyền thống (souq) tại Qatif

Qatif trong nhiều thế kỷ có chức năng là điểm mậu dịch quan trọng nhất tại các quốc gia Ả Rập vùng Vịnh. Thuật ngữ Qatif bắt nguồn từ một âm có nghĩa là "thu hoạch" hoặc "ngũ cốc", thể hiện lịch sử nông nghiệp trong quá khứ của khu vực.
Khu vực ốc đảo lịch sử có bằng chứng khảo cổ học về việc định cư lần đầu từ khoảng 3500 TCN. Địa phương từng được biết đến dưới các tên gọi khác như Al-Khatt (الخَطّ). Cho đến trước khi Đế quốc Ottoman bắt đầu cai trị vào thế kỷ XVIII, Qatif thuộc vùng lịch sử gọi là Bahrain cùng với Al-Hasa và quần đảo Bahrain hiện nay.
Năm 899, giáo phái Qarmat chinh phục khu vực gồm các ốc đảo Qatif và Al-Hasa. Họ tự tuyên bố độc lập và cai trị từ al-Mu'miniya gần Hofuf ngày nay cho đến năm 1071. Vương triều Buyid tại miền tây Ba Tư tấn công Qatif vào năm 988. Từ năm 1071 đến năm 1253, Vương triều Uyunid cai trị khu vực, ban đầu là từ thành phố "al-Hasa" (tiền thân của Hofuf ngày nay) và về sau là từ Qatif. Năm 1253, Vương triều Usfurid khởi nghĩa từ Al-Hasa và cai trị trong cuộc đấu tranh với Hormuz nhằm kiểm soát bờ biển. Có lẽ là vào khoảng thời gian này, Qatif trở thành một cảng lớn cho đại lục, vượt qua 'Uqair về tầm quan trọng đối với mậu dịch và do đó trở thành thủ đô của Usfurid.
Ibn Battuta đến năm Qatif vào năm 1331 và nhận thấy đây là một thành phố lớn và thịnh vương, cư dân là các bộ lạc Ả Rập được ông mô tả là "tín đồ Shia cực đoan". Quyền lực thay đổi vào năm 1440 sang tay Vương triều Jabrid từ ốc đảo Al-Hasa. Năm 1515, người Bồ Đào Nha chinh phục Hormuz và đánh bại Qatif vào năm 1520, giết người cai trị của Jabrid là Muqrin ibn Zamil. Người cai trị tại Basra mở rộng quyền lực của mình đến Qatif vào năm 1524 song cuối cùng vào năm 1549 thì Đế quốc Ottoman đoạt quyền kiểm soát toàn khu vực, họ xây các thành trì tại Qatif và 'Uqair, song họ không thể đẩy lui người Bồ Đào Nha khỏi đảo Bahrain. Năm 1680, Al Humayd của bộ lạc Banu Khalid chiếm hai doanh trại yếu kém của Ottoman tại Hofuf. Trong một trận đánh tại Ghuraymil, phía nam của Qatif, Banu Khalid mất quyền lực về tay "Nhà nước Saud thứ nhất" vào năm 1790. Năm 1818, nhà nước Saud bị tiêu diệt trong Chiến tranh Ottoman-Saudi, quân Ai Cập dưới quyền Ibrahim Pasha nắm quyền kiểm soát Hofuf, song đến năm sau thì họ trở về bờ biển phía tây. Đến năm 1913, Ibn Saud thiết lập quyền cai trị của Nhà Saud với toàn bộ vùng Đông.

## Kháng nghị
Khoảng 60.000 tín đồ Shia (ước tính năm 1969) sống trong thị trấn ốc đảo Qatif, nằm cách khoảng 65 km từ nhà máy lọc dầu chính và cảng xuất khẩu dầu hoả chính của quốc gia tại Ras Tanura. Người Shia tham gia trong tất cả các cuộc đình công và tuần hành chính trị khác diễn ra trong vương quốc. Đáng kể nhất là các cuộc đình công vào năm 1979 khi quân đội Ả Rập Xê Út được triển khai đến. Người Shia tại Ả Rập Xê Út rất nghe theo thủ lĩnh tôn giáo-chính trị Shia Ruhollah Khomeini của Iran, họ tuần hành chống hoàng tộc Saud với lý lẽ mới rằng Hồi giáo và vương quyền thế tập không tương hợp. Khi máy bay của Hoa Kỳ hạ cánh tại căn cứ không quân Dhahran để diễn tập, các công dân của Qatif tổ chức một cuộc tuần hành lớn. Những người tuần hành trong tối ngày 11 tháng 11 năm 1979 hô các khẩu hiệu chống lại hoàng gia và người Mỹ. Chính phủ Ả Rập Xê Út phản ứng bằng cách áp đặt lệnh giới nghiêm đối với toàn bộ các đô thị trong vùng Atif, phong toả khu vực bằng xe tăng và xe bọc thép. Một cuộc đụng độ đẫm máu giữa lực lượng vũ trang và người Shia tiếp tục cho đến ngày 30 tháng 11 năm 1979, kết quả là hàng nghìn người bị bắt giữ, hàng trăm người bị thương và 24 người thiệt mạng.

Ngày 10 tháng 3 năm 2011, trong bối cảnh Mùa xuân Ả Rập, "hàng chục" người Shia tham gia một cuộc tập hợp tại trung tâm thành phố để kêu gọi cải cách chính trị trong vương quốc và phóng thích các tù nhân được cho là bị giam giữ mà không được xét xử trong hơn 16 năm. Chính phủ tuyên bố các cuộc kháng nghị là phi pháp và trước đó đã cảnh báo chống hành động này. Cảnh sát khai hoả vào những người kháng nghị. Các cuộc kháng nghị tiếp tục tại Qatif tiếp tục trong suốt năm 2011.
Các nhà hoạt động tường thuật rằng có bảy người kháng nghị bị giết chết kể từ tháng 11 năm 2011 đến ngày 10 tháng 2 năm 2012 tại Qatif. Cuộc tuần hành vào ngày 10 tháng 2 năm 2012 theo tường thuật là được tổ chức nhằm chống việc giết hại những người kháng nghị kêu gọi cải cách, và kết thúc kỳ thị giáo phái và phóng thích các tù nhân chính trị, song bị cảnh sát tấn công. Tháng 7 năm 2012, chính phủ bắt giữ nhà thuyết pháp Shia Nimr al-Nimr, là người kêu gọi phản đối chính phủ. Vụ bắt giữ nhân vật biểu tượng của thành phố Qatif khiến nhân dân nhanh chóng tiến hành kháng nghị ngay tối hôm đó, các tay súng bắt tỉa của chính phủ được cho là giết chết hai người biểu tình.

## Khí hậu
Qatif có khí hậu lục địa, nhiệt độ đạt đến 50 °C vào mùa hè và độ ẩm trung bình là 75%. Trong mùa đông, nhiệt độ dao động từ 2 đến 18 °C. Trong các tháng 5-6, gió mùa ấm được gọi là albwarh ảnh hưởng đến khu vực. Thời gian còn lại trong năm, gió nam ẩm được gọi là alcos mang theo hơi ẩm. Khu vực có ít mưa.

## Nhân khẩu
Khu vực Qatif là nơi tập trung đông đảo nhất tín đồ Hồi giáo Shia tại Ả Rập Xê Út; ít hơn 3% cư dân Qatif là tín đồ Hồi giáo Sunni. Qatif là trung tâm dân cư Shia tại Ả Rập Xê Út. Kể từ năm 2005, chính phủ nới lỏng các hạn chế về kỷ niệm ngày Ashura tại nơi công cộng.
Tính đến năm 2009, tổng dân số Qatif là 474.573. Qatif là một trong những nơi có ít cư dân ngoại quốc nhất tại vương quốc.

## Kinh tế

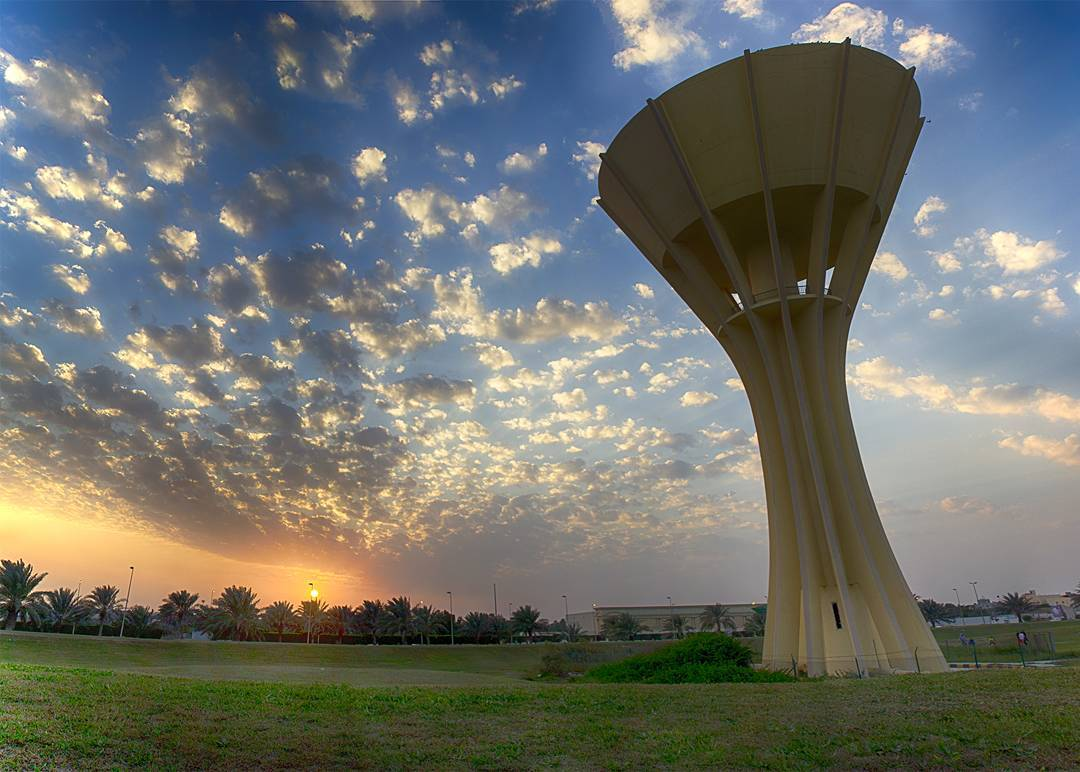
Tháp nước

Công ty dầu hoả quốc gia Ả Rập Xê Út là Saudi Aramco hoàn thành phát triển dự án Qatif vào tháng 10 năm 2004, gồm các cơ sở để sản xuất, chế biến và vận chuyển 80.000 mét khối trên ngày (500.000 bbl/d) dầu thô nhẹ Ả Rập đã pha trộn từ mỏ Qatif và 48.000 m3/d (300.000 bbl/d) dầu thô trung bình Ả Rập từ mỏ Abu Sa'fah ngoài khơi (tổng cộng 130.000 m3/d (800.000 bbl/d)), cùng với 10 triệu mét khối trên ngày (370×106 cu ft/d) khí đốt liên kết.
Cư dân Qatif có thể làm việc trong ngành dầu hoả (Saudi Aramco, Schlumberger, Halliburton và Baker Hughes). Một số người lao động chuyển đến Dhahran, là nơi có trụ sở của các công ty này, song đa số vẫn sống tại Qatif và đi đến Dhahran bằng ô tô cá nhân hoặc xe buýt của Saudi Aramco với hành trình 30 phút. Các công việc khác là trong các nhà máy lọc dầu của Saudi Aramco tại Ras Tanura, hay các công ty hoá dầu tại Jubail (80 km từ Qatif), một số đi về hàng ngày và một số chuyển đến Jubail. Tuy vậy, công ty sản xuất SABIC là hãng tuyển dụng nhiều nhất tại Qatif. Một số người Qatif làm việc trong dịch vụ công, y tế và giáo dục.
Đường bờ biển Qatif phong phú về tôm và có nhiều loại cá. Chợ cá Qatif có quy mô lớn nhất tại Trung Đông. Các làng mạc tại Qatif nổi tiếng vì trồng nhiều cây chà là và các loại cây ăn quả khác.

## Giáo dục
Thành phố có hạ tầng giáo dục hoàn chỉnh từ tiểu học đến trung học, do chính phủ và Saudi Aramco xây dựng. Hầu hết trường học là trường công lập, song cũng có một số trường tư thục.

## Du lịch

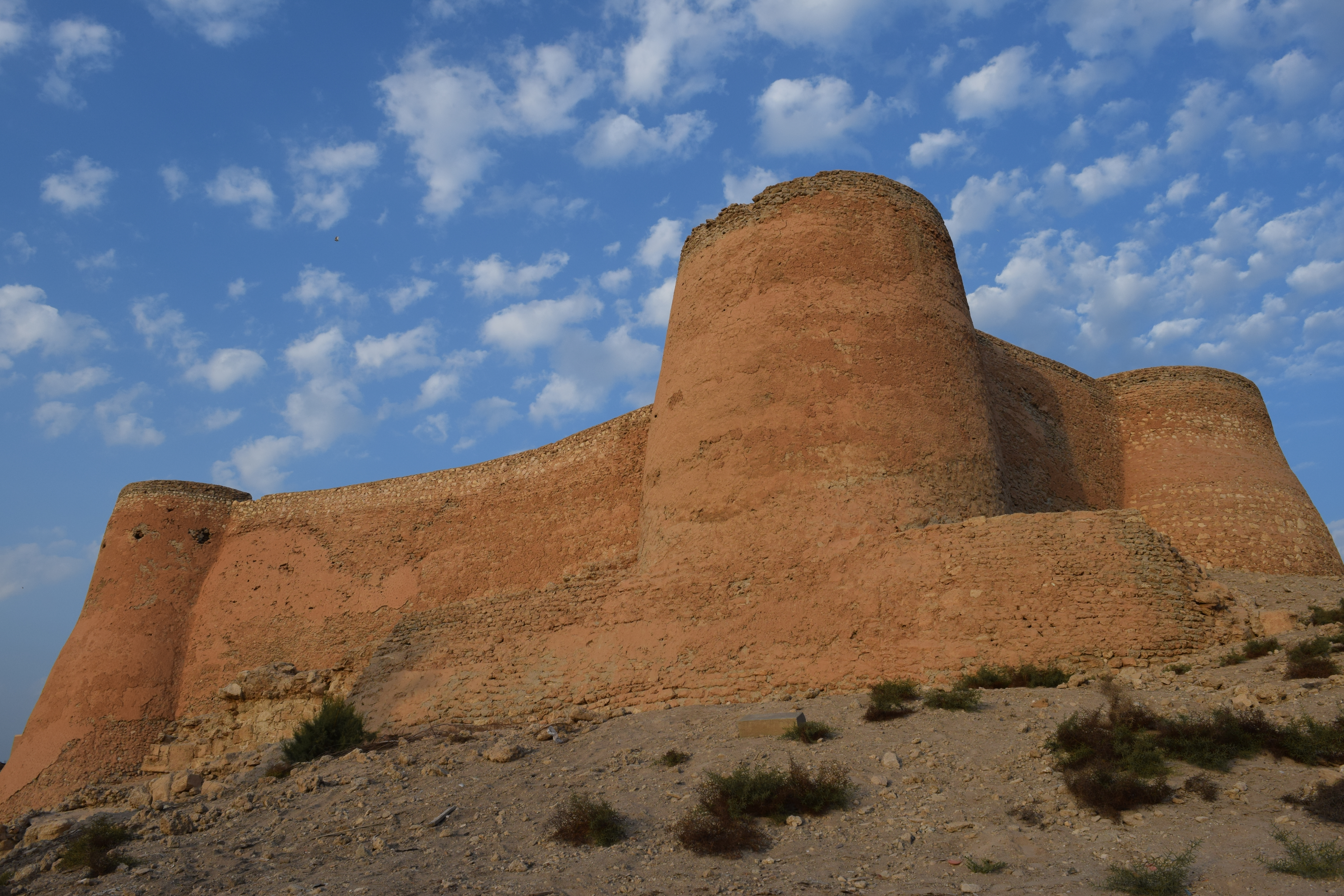
Thành Tarout

- Qatif nổi tiếng với các khu chợ truyền thống (souq) như chợ Thứ Năm hàng tuần "Suq Alkhamees" và "Suq Waqif"
- Nơi dạo mát đẹp dọc bờ biển
- Thành Tarout
- Thành phố còn nổi tiếng với các khu vực nông nghiệp rộng lớn, phong phú về các loài thực vật và cây chà là.
- Qatif cũng nổi tiếng nhờ di sản lịch sử cổ, chịu ảnh hưởng từ nhiều nền văn minh khác nhau từng tồn tại nhiều thế kỷ tại địa phương. Điều này được phản ánh trong kiến trúc của các toà nhà cổ nằm trong các khu vực làng cổ của Qatif (Al-Awamiyah, Al-Qudaih, Al Qala'a).
- Các lễ hội khác nhau được tổ chức khắp cả năm như Aldoukhala, Eid.

## Giao thông
Sân bay quốc tế King Fahd phục vụ nhu cầu hàng không của thành phố, khoảng cách từ nhà ga đến trung tâm thành phố là 30 km.
Qatif có liên kết giao thông đường cao tốc ưu việt so với các trung tâm đô thị khác trong nước, chủ yếu là đường cao tốc Dhahran-Jubail chạy qua Qatif, và đường cao tốc Abu Hadriyah đánh dấu ranh giới phía tây của Qatif và tách nó khỏi sân bay. Đường vùng Vịnh liên kết đến thành phố với Dammam.
Thành phố cũng nằm gần tuyến đường đắp cao nối Ả Rập Xê Út với đảo quốc Bahrain (khoảng 55 km).

## Đô thị và làng
Một số dô thị và làng hình thành quận Qatif: 
- Thành phố Al-Qatif
- Al-Qala'a
- Đảo Tarout
- Umm-Sahik
- Thành phố Saihat
- Sanabes
- Al-Rabi'ia
- Al-Awamiyah
- Al-Jish
- Al-Qudaih
- Al-Jaroudiya]
- Umm Al-Hamam
- Al-Taubi
- Al-Khuwailidiya
- Hellat-Muhaish
- Enak
- Al-Awjam
- Al-Malahha
- Al-Rabeeya